# Pristimantis imthurni

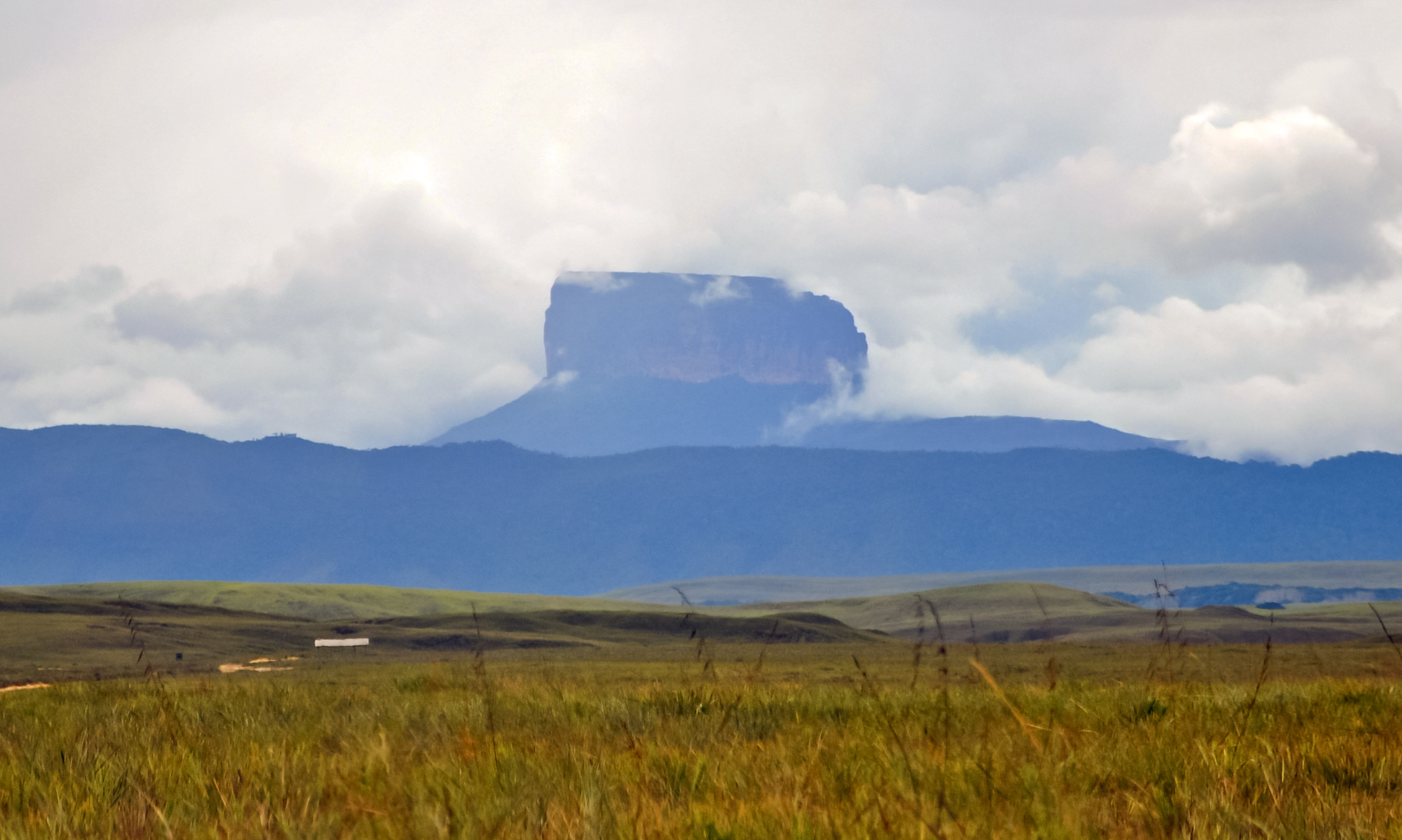
Das Ptari-Tepui, auf dem der Frosch Pristimantis imthurni lebt, von der Gran Sabana aus gesehen.

Pristimantis imthurni ist ein Froschlurch aus der mehr als 570 Arten umfassenden Gattung Pristimantis. Er ist im Osten Venezuelas auf dem Ptari-Tepui endemisch.

## Merkmale
Bisher wurde von der Art Pristimantis imthurni nur ein Männchen vermessen, es hatte eine Kopf-Rumpf-Länge von 22,9 Millimetern.
Pristimantis imthurni ist lebhaft gefärbt, die Grundfarbe des Rückens ist gelb, mit einem schokoladebraunen Mittelstreifen, breite braune Bänder verlaufen entlang der Flanken. Dorsolaterale Streifen von rötlich-oranger Färbung ziehen sich von den Augen über den Rücken nach hinten, wo auch größere Flecken in dieser Farbe auftreten, kleinere orange Flecken sind an den Flanken zu erkennen. Die Unterseite und die Gliedmaßen sind graubraun, mit kleinen weißen Flecken und Punkten versehen, die Oberseiten der Fingerspitzen und der Spitzen der Zehen I-III sind weiß. 
Der erste Finger ist kürzer als der zweite, von den Zehen der Hinterbeine ist die fünfte Zehe länger als die dritte. Es ist keine Tympanalmembran ausgebildet.
Pristimantis imthurni ähnelt der Art Pristimantis jamescameroni, die auf dem Aprada-Tepui endemisch ist, unterscheidet sich jedoch von dieser durch die Färbung und die relativ glatte Hautoberfläche. Der Kopf ist kürzer und das Maul stärker gerundet als bei Pristimantis jamescameroni.

## Verbreitung
Pristimantis imthurni wurde bisher nur auf dem Ptari-Tepui gefunden. Die Hochebene dieses Tafelberges hat eine Fläche von nur einem Quadratkilometer und liegt 2471 m über dem Meeresspiegel. 
Die Tepuis sind Inselberge aus Sandstein in der Pantepui-Region, die sich über den Osten Venezuelas bis nach Guyana und den nördlichsten Teil Brasiliens erstreckt. Das Ptari-Tepui liegt im venezolanischen Bundesstaat Bolívar, rund 47 km nordöstlich des Chimantá-Massivs. 

## Lebensweise
Das Typusexemplar von Pristimantis imthurni wurde halb im Schlamm versteckt auf einer der rasenartigen Vegetationsinseln auf dem felsigen Plateau des Ptari-Tepuis gefunden. Obwohl es auf dem Tepui viele kleine Gewässer gibt, ist die Entwicklung der Jungfrösche ohne Kaulquappenstadium im Wasser möglich. Sie entwickeln sich direkt in den Eiern. Alle neotropischen Frösche mit einer solchen direkten Entwicklung werden in die Überfamilie Brachycephaloidea, auch Terrarana genannt, gezählt.

## Systematik und Taxonomie
Für die Gattung Pristimantis gibt es noch keine Synapomorphie, um sie von anderen Gattungen eindeutig abzugrenzen könnte. Daher beruht die Entscheidung des Erstbeschreibers Philippe J. R. Kok, Pristimantis imthurni in diese Gattung zu stellen, auf genetischen Befunden und morphologischen Vergleichen. Erst 2007 war die Gattung Pristimantis von S. Blair Hedges, William E. Duellman und Matthew P. Heinicke für viele südamerikanischen Arten der großen Gattung Eleutherodactylus wiedererrichtet worden. Die große Familie der Südfrösche, zu der die Gattung nach damaliger Auffassung gehörte, wurde in mehrere Familien aufgeteilt und 2008 wurde die Gattung Pristimantis der Familie der Strabomantidae zugeordnet. 2011 wurde jedoch die Familie Strabomantidae mit der Familie Craugastoridae zusammengelegt und innerhalb der neuen Familie die Unterfamilie Pristimantinae errichtet. 2014 wurde Pristimantis jedoch in die Unterfamilie Ceuthomantinae integriert. 2018 wurde die Familie Strabomantidae mit vier Unterfamilien, darunter die Unterfamilie Pristimantinae, wiedererrichtet.

## Benennung
Der Artname imthurni ehrt den britischen Kolonialbeamten und Forscher Sir Everard Ferdinand im Thurn (1852–1932). Everard im Thurn leitete eine Expedition, die im Dezember 1884 das Roraima-Tepui erstmals bestieg. Die Berichte der Expedition, zu denen Everard im Thurn auch Fotografien beisteuern konnte, inspirierten, zusammen mit den Beschreibungen von Robert Hermann Schomburgk den Roman Die vergessene Welt von Arthur Conan Doyle.